# راي كالاهان
راي كالاهان (بالإنجليزية: Ray Callahan)‏ هو مدير فني أمريكي، ولد في 28 أبريل 1933 في كنتاكي في الولايات المتحدة، وتوفي في 2 سبتمبر 2017.